# Soběšovice
Soběšovice (in polacco Sobieszowice, in tedesco Schöbischowitz) è un comune della Repubblica Ceca facente parte del distretto di Frýdek-Místek, nella regione della Moravia-Slesia.